# 安远镇 (宁化县)
安远镇是中国福建省三明市宁化县下辖的一个镇。

## 行政区划
安远镇共辖1个居委会、19个行政村，分别是：
安远社区、安远村、岩前村、伍坊村、永跃村、黄塘村、张恒村、丰坪村、肖坊畲族村、营上村、马家村、割畲村、杜家村、井坑村、洪围村、里坑村、后溪村、增坑村、灵丰山村和东桥畲族村。

## 特产
淮土茶油：中国地理标志产品。